# Pomerol, Gironde
Pomerol är en kommun i departementet Gironde i regionen Nouvelle-Aquitaine i sydvästra Frankrike. Kommunen ligger i kantonen Libourne som tillhör arrondissementet Libourne. År 2022 hade Pomerol 608 invånare.

## Befolkningsutveckling
Antalet invånare i kommunen Pomerol
Referens:INSEE